# Geoturism

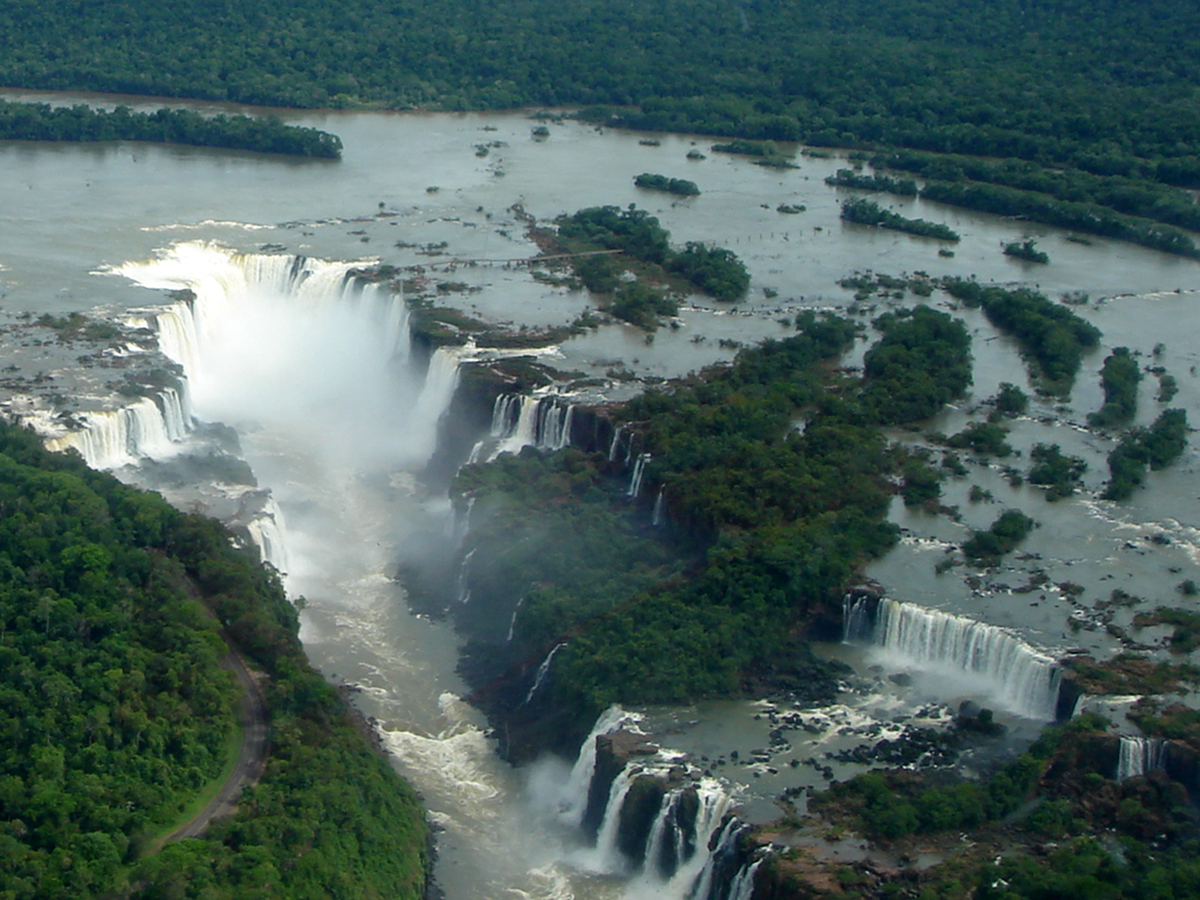
Geologiskt hållbar turism syftar till att bevara och stödja en viss plats som geobesöksmål, till exempel Iguazúfallen i Sydamerika

Geoturism är en typ av turism som inriktar sig på naturliga och konstgjorda[förklaring behövs] miljöer.
Begreppet geotourism definierades 1995 i England av T. A. Hose. Det finns två huvudsakliga definitioner av geoturism:
- Renodlat geologiskt och geomorfologiskt inriktad hållbar turism, såsom abiotisk, naturbaserad turism.[1] Detta är den mest spridda och använda definitionen av begreppet geoturism.
- Hållbar geografisk turism, en definition som främst används i USA. Denna betonar framförallt de geografiska bevarandevärdena i allmänhet, bortom enklare geologiska och geomorfologiska inslag, som ett nytt koncept inom hållbar turism.

I Sverige framhålls geoturism bland annat som ett exempel på hållbar regional tillväxt och landsbygdsutveckling, eftersom många av besöksmålen inte ligger i anslutning till storstäderna.

## Alternativa definioner av geoturism

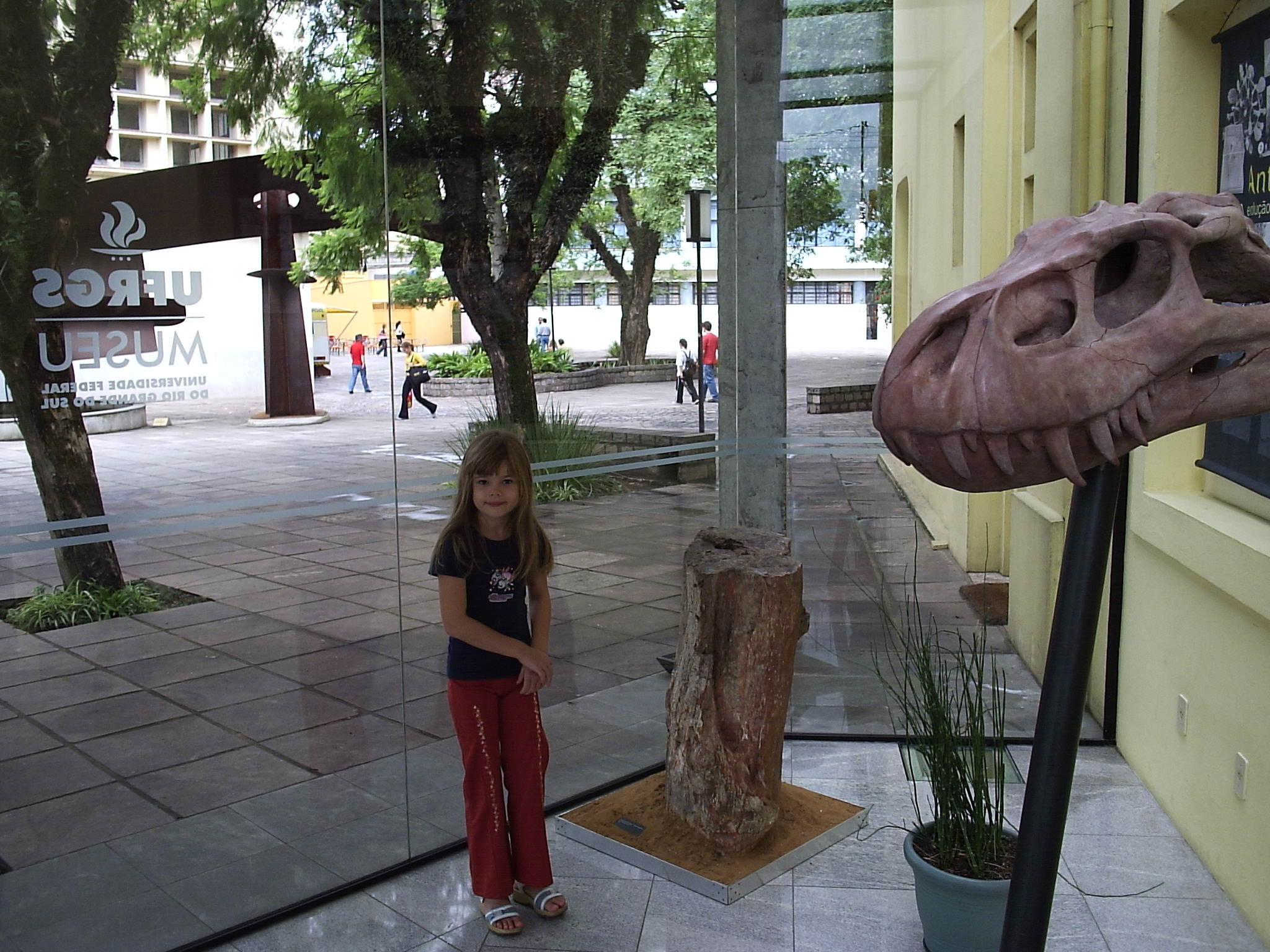
Geopark Paleorrotta i Brasilien

- "...del av turistens aktivitet, där vederbörande har det geologiska arvet som huvudintresse."[4]
- "Geoturism är en kunskapsbaserad turism, en tvärvetenskaplig integrering av turistindustrin med bevarande och tolkning av abiotiska naturvärden, inklusive närliggande kulturella värden, inom för allmänheten tillgängliga geobesöksmål"[1]
- "En typ av naturturism, som specifikt fokuserar på landskapet och geologin. Den framhåller värdet av turismen för geobesöksmålen, för bevarandet av geodiversiteteten och en insikt i geovetenskapen genom upplevelser och inlärning."[5]
- "Tillhandahållandet av informations- och servicemöjligheter för geobesöksmål och deras kringliggande topografi, tillsammans med relaterade föremål på plats och på andra ställen, att ordna stöd för deras bevarande genom att skapa uppskattning, utbildning och forskning."[2]